# Armin Peter

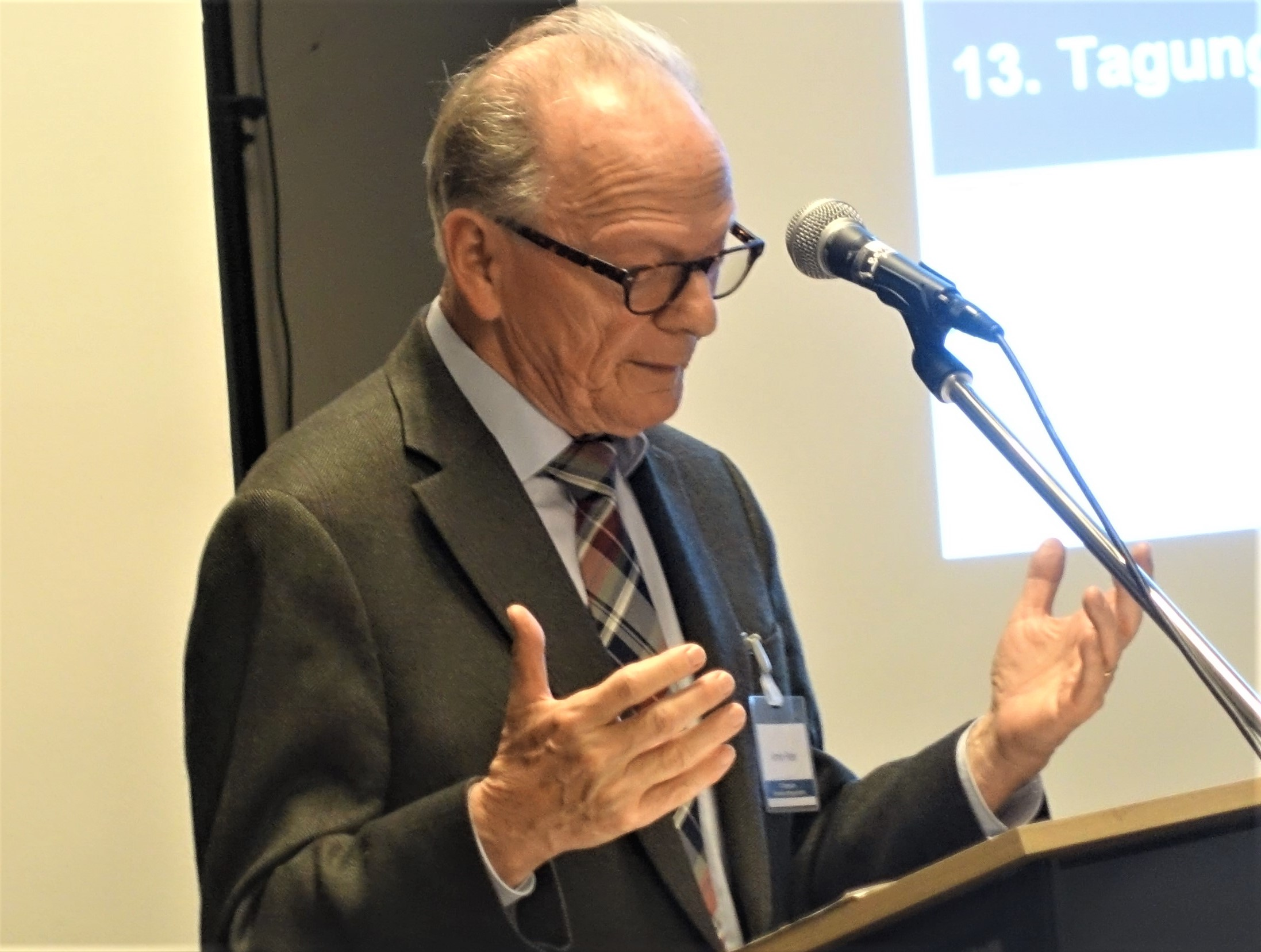
Armin Peter als Referent bei einer Genossenschaftstagung in Hamburg (November 2018)

Armin Peter, er schreibt auch unter dem Pseudonym Pitt (* 1. Oktober 1939 in Hannover), ist ein deutscher Volkswirt, Genossenschafter und Publizist. Er war Pressesprecher, Manager und in Aufsichtsräten von Genossenschaften und Handelsunternehmen tätig.

## Beruflicher Werdegang
Peter wuchs in Hannover-Kirchrode mit drei Brüdern in der Familie einer Kriegerwitwe auf. Er besuchte die Volks- und Handelsschule und danach die Wirtschaftsoberschule Hannover, wo er 1959 die fachgebundene Hochschulreife erlangte. Das Studium der Volkswirtschaftslehre an der Universität Hamburg schloss er 1963 als Diplom-Volkswirt ab. Seit 1964 war er wirtschaftspolitischer Referent und Abteilungsleiter beim Zentralverband deutscher Konsumgenossenschaften e. V. Hamburg, seit 1967 in gleicher Eigenschaft beim Bund deutscher Konsumgenossenschaften GmbH. 1975 wechselte er in die neu gegründete co op AG in Frankfurt am Main, als Referent für den Konzernaufbau, ab 1977 war er Prokurist und Direktor für Öffentlichkeitsarbeit und Pressesprecher der Firma. Nach der Abwicklung dieses bedeutenden, regional zeitweise marktführenden Handelsunternehmens in den Jahren von 1988 und 1989 und seiner Sanierung folgte die Übernahme der verkleinerten co op AG als Deutsche SB-Kauf Handels AG (DSBK)  durch die Asko Deutsche Kaufhaus AG Saarbrücken. Peter war in diesem Konzern ab 1991 stellvertretender Leiter Public Affairs und Mitglied des Aufsichtsrates als Vertreter der Leitenden Angestellten und Mitglied des Aufsichtsrates der DSBK. Er wirkte in dieser Eigenschaft auch an der Verschmelzung der ASKO, der DSBK und weiterer Handelsunternehmen auf die neugeschaffene Metro AG, Düsseldorf, mit. Er war Aufsichtsratsmitglied der co op Handels AG, Frankfurt am Main, der co op SB-Warenhaus und Fachmarkt AG und der NVA Waren-Handels-AG, Wilhelmshaven, dort Aufsichtsratsvorsitzender, sowie Geschäftsführer des co op Verlages, der bis 1992 die Konsumgenossenschaftliche Rundschau Der Verbraucher herausgab, in der er häufig über wirtschafts- und handelspolitische sowie genossenschaftliche Themen geschrieben hat.

## Publizistische Tätigkeit
Er publiziert als Experte zum Thema Genossenschaften und nimmt auch zu gesellschaftlichen Auseinandersetzungen unter dem Namen Pitt Stellung. Sein erstes Buch hat er über das in Wirtschaft und Politik nötige Ghostwriting veröffentlicht; diese Arbeit wurde noch 2014 von der NZZ als aufklärend zitiert. Ein Goethe-Buch für Manager wurde Grundlage vieler Vorträge vor jungen Managern. 2013 schrieb er einen Roman über die Ursachen des Niedergangs des co op Konzerns, der mit seinem vierköpfigen Vorstand von 1990 bis 1992 im Mittelpunkt eines Aufsehen erregenden, nie beendeten Strafprozesses stand. Er versuchte aus teilnehmender Beobachtung die strukturellen und mentalen Ursachen für das Scheitern und das Ende einer im 19. Jahrhundert entstandenen sozialen Bewegung zu ergründen und wirkte mit bei den Recherchen und Aufnahmen für einen ARD-Film über die co-op-Affäre. Auch an der Erhellung der unklaren Eigentums- und Einflussstrukturen bei der co op AG als Voraussetzung einer Sanierung hatte er schon mitgewirkt. Sein anlässlich des 60. Jahrestages der Pamir erschienener Roman über die Katastrophe des Segelschulschiffes Pamir fand ein lebhaftes Echo. Sein an die Leitenden der Kirchen und Gemeinden beider Konfessionen in Form einer „Bittschrift“ gerichteter Essay Wir ungläubigen Christen wurde in kirchlichen Kreisen abgelehnt, fand jedoch bei den ungläubigen Kirchenmitgliedern Beachtung.
Er war im Auftrag von politischen Stiftungen in der Entwicklungszusammenarbeit tätig in Missionen in Südeuropa, in Süd- und Mittelamerika, in Afrika und in Indien, dort als Projektleiter 1972 für eine genossenschaftliche Molkerei in Poona/Maharashtra. Auch war er 1965 und 1966 Adviser der Internationalen Arbeitskonferenz der ILO in Genf. Er ist seit den 60er Jahren aktives Mitglied der SPD und der Gewerkschaft ver.di. Peter war viele Jahre ehrenamtliches Mitglied des Hamburger Landesvorstandes der Gewerkschaft und Vorsitzender des Seniorenausschusses. 17 Jahre lang gehörte er dem Prüfungsausschuss Einzelhandel für Reformhausartikel bei der IHK Frankfurt am Main an. Peter ist heute noch als Referent in Management- und Gewerkschaftsseminaren, an Universitäten und Volkshochschulen tätig.
Er ist Vater eines Sohnes und lebt in Hamburg-Farmsen.

## Mitgliedschaften
- SPD seit 1966
- Gewerkschaft ver.di seit 1965
- Mitglied im Aufsichtsräten der Coop-Gruppe 1986–1994
- Mitglied im Aufsichtsrat der ASKO 1994–1996
- Mitglied im ver.di-Landesvorstand Hamburg 2010–2018
- Aufsichtsrat Zeitwerk GmbH Hamburg, Personalservice (gemeinnützig) 2002–2005

## Veröffentlichungen

### Bücher
- Für den Redner schreiben: Ghostwriter’s Guide für die redselige Gesellschaft. Erb Verlag, Düsseldorf 1984, ISBN 3-88458-073-6.
- Goethe als Manager – eine Führungslehre. Verlag Steintor, Hamburg 1987, ISBN 3-9801506-0-7.
- Gemeinwirtschaft. Der Roman vom Soll und Ist. herausgegeben von der Heinrich-Kaufmann-Stiftung. Norderstedt 2014, ISBN 978-3-7357-1992-8.
- Sorge. Der Roman vom Dienen. Norderstedt 2014, ISBN 978-3-7386-0772-7.
- Die Isenburger Parabeln. Norderstedt 2015, ISBN 978-3-7386-3661-1.
- Warum wurde Purzel umgebracht? Novelle. Norderstedt 2017, ISBN 978-3-7431-6699-8.
- Die Pamir, der Kapitän und der Kadett. Roman. Norderstedt 2017, ISBN 978-3-7448-2675-4.
- Vier erfinden ihren Vater. Roman-Essay. Norderstedt 2018, ISBN 978-3-7528-3452-9.
- Wir ungläubigen Christen – Bittschrift. Norderstedt 2019, ISBN 978-3-7504-1509-6.
- Die Heimsuchung des Lesers. Literaturgeschichten. Norderstedt 2021, ISBN 978-3-7519-9895-6.
- Der Schwanenvater. Roman. Norderstedt 2021, ISBN 978-3-7534-9500-2.
- Menschen im Nahverkehr, ÖPNV-Reportagen. Norderstedt 2022, ISBN 978-3-7557-6787-9.
- Geleitwort zu Lothar Märkl: Der Finanzfaust. Zürich 2000, ISBN 3-905267-97-7.
- als Hrsg.: Friedrich Wilhelm Fritzsche: Blut-Rosen, Sozial-politische Gedichte. Norderstedt 2021, ISBN 978-3-7557-3789-6.
- Gota Marilus, Globetrotter, Literarisches Spiel. Norderstedt 2022, ISBN 978-3-7562-3462-2.
- Die Schule der Genien – Geschichte einer Theater AG, Norderstedt 2023, ISBN 978-3-7504-1159-3.
- Der Parteibürger und der Kanzler – Erlebnisbericht, Norderstedt 2023, ISBN 978-3-7578-8644-8.
- Lob des Autodidakten – Versuch über die solitäre Bildung, Norderstedt 2024, ISBN 978-3-7583-2614-1
- Wahn und Widerstand - Vier Lese-Dramen von Armin Peter, Norderstedt 2024, ISBN 978-3-7597-7941-0
- Konzept und Korrektur - Vier Lese-Dramen,  Norderstedt 2024, ISBN 978-3-7583-4053-6.
- Pechstein - eine Glocke für Genf - Die Recherche, Verlag: BoD - Books on Demand, Norderstedt 2025, ISBN 9783769378429

### Aufsätze (Auswahl)
- Genossenschaften in Entwicklungsländern, in: Gewerkschaftliche Monatshefte, 17. Jg., Dezember 1966, S. 723–729;
- Die gewerblichen Genossenschaften, in: Internationale Genossenschaftliche Rundschau, London 1969, Bd. 62, Nr. 5, S. 226–229;
- Europäische Gemeinschaft für 260 Millionen, in: werden -Jahrbuch der deutschen Gewerkschaften, Düsseldorf 1972, S. 48–54;
- Einzelhandel in der Planwirtschaft – Probleme der Konsumgenossenschaften in der DDR, Der Verbraucher, Jg. 1972, Heft 5 vom 1. 3. 1972, S. 14/15.
- Neue Formen konsumgenossenschaftlicher Zusammenarbeit in der Bundesrepublik Deutschland, in: Internationale Genossenschaftliche Rundschau Bd. 66, Nr. 4, London 1973, S. 150–154;
- „Konsumgenossenschaften“ und „Werkskonsumanstalt“ in: Das große Lexikon für Handel und Absatz, Landsberg a. Lech 1982;
- „Rochdaler Prinzipien“ und „Internationaler Genossenschaftsbund IGB“, in: Handwörterbuch des Genossenschaftswesens, Wiesbaden 1980;
- Der Ghostwriter, in: Handbuch für Öffentlichkeitsarbeit (PR), Luchterhand 1985, Kap. V: Berufsfeld Öffentlichkeitsarbeit,
- „Ordnung, Präzision, Geschwindigkeit sind Eigenschaften, in denen ich täglich etwas zu erwerben suche“ -Johann Wolfgang von Goethe, Dichter und Manager, in: Social Management, Nomos, 9. Jg. Juli/August 1999, S. 8–12;
- Unternehmensführung: Goethe als Manager (Interview), in: Kultur kontrovVers, Bd. 3 des Innovatio-Fundus, Fribourg 1999, S. 25–28.
- Gustav Dahrendorf und Cornel J. Bock als Initiatoren der deutschen Verbraucherpolitik, in: Genossenschaftsgründer und Genossenschaftsgründerinnen und ihre Ideen, Beiträge zur 2. * * Tagung zur Genossenschaftsgeschichte (2007) im Warburg-Haus, Hamburg, Heinrich-Kaufmann-Stiftung (Hrsg.), Norderstedt 2011, S. 78–84;
- Die Internationale Arbeitsorganisation (ILO) und das genossenschaftliche Wohnungswesen, in: Geschichte und Potential der Selbsthilfe, Die Wohnungsbaugenossenschaften, 6. Tagung zur Genossenschaftsgeschichte (2011), Heinrich-Kaufmann-Stiftung (Hrsg.), Norderstedt 2012;
- Die Umwandlung von Genossenschaften in Aktiengesellschaften – ein Danaergeschenk des Gesetzgebers, in: 125 Jahre Genossenschaftsgesetz – 100 Jahre Erster Weltkrieg. Beiträge zur 9. * Tagung zur Genossenschaftsgeschichte, Heinrich-Kaufmann-Stiftung (Hrsg.), Norderstedt 2015;
- Vom Entwicklungsprojekt zum Großbetrieb – Die Katraj coop-Molkerei in Poona/Indien, in: Genossenschaften International, Beiträge zur 7. Tagung zur Genossenschaftsgeschichte (2012), Heinrich-Kaufmann-Stiftung, Norderstedt 2016;
- Zeitschrift über den Fronten. Das Internationale Genossenschafts-Bulletin im Ersten Weltkrieg, Bd. 1–4 (Buchbesprechung), in „Zeitschrift des Vereins für Hamburgische Geschichte“, Bd. 105, 2019, S. 130–132.